# Pazo do Piñeiro
El Pazo do Piñeiro es un pazo del siglo XVI situado en el lugar de Soilán, parroquia de Pesqueiras del municipio de Chantada (Lugo). El pazo, tras su restauración, aparece perfectamente conservado, y se dedica en la actualidad al Turismo rural y a la organización de eventos. 

## Historia
El origen del pazo y Casa do Piñeiro se retrotrae al año 1539, cuando fray Alonso de San Cibrao, Visitador del Monasterio de San Payo de Antealtares de Santiago de Compostela, aforó a Alonso Vázquez Varela y Temes, escudero y merino del Coto de Santa María de Pesqueiras, los lugares de Vidal, Airoá, Nogueira, Ansoar, Castelo, Soilán, Lamela, Espiño y Outeiro. Alonso Vázquez Varela y Temes era nieto del escudero Alonso Vázquez de Temes “El Viejo”, también merino del Coto de Pesqueiras, a quien en 1476 ya habían sido aforados los citados lugares, e hijo del también escudero Juan Varela y Temes, quien, en su testamento del 21 de marzo de 1511 ante el escribano de la villa de Monforte de Lemos Cristóbal de Córdoba, le había legado la pousa do Piñeiro.
Alonso Vázquez Varela y Temes contrajo matrimonio con Isabel de Castro, hija de Fernán Niño de Castro y de María Álvarez de Villagroy, y descendiente, por tanto, de los Castro señores de Castroverde emparentados con los titulares del Condado de Lemos; el matrimonio tuvo varios hijos y en 1546, con su testamento del 9 de abril, Alonso Vázquez creó el vínculo y mayorazgo de la Casa do Piñeiro, que heredaría su primogénito Pedro Vázquez Varela Temes y Castro.
Alonso Vázquez Varela y Temes era hijo de Juan Varela Vázquez y Temes y de Inés López de Aguiar, nieto de Alonso Vázquez de Temes y de Leonor Varela, y biznieto de Rodrigo Vázquez de Temes, quien en 1446 ya había recibido foros de las monjas de Santa María de Pesqueiras de algunos de los lugares que constituirían el patrimonio territorial de la Casa do Piñeiro. Esos Vázquez de Temes, eran hidalgos principales de la comarca chantadina, como descendientes de Juan Vázquez de Temes, hijo de Vasco Pérez de Temes, señor de Chantada y Temes, cuya sepultura de 1333 se conserva en el interior de la iglesia de Santiago de Losada.
Pedro Vázquez Varela Temes y Castro, II mayorazgo de la Casa do Piñeiro, casó con Catalina López de Taboada, hija de Álvaro de Somoza y Moure, señor de la Casas de Meixide Pequeño y de Merlán, y de Catalina López de Taboada, y tuvo como primogénito al capitán Pedro Vázquez de Aguiar y Castro, que el 4 de agosto de 1625 se presentaría en La Coruña con hombres respondiendo al «Llamamiento de nobles para defender la Fe y Religión» contra el Reino de Inglaterra hecho por el capitán general del Reino de Galicia. Este Pedro Vázquez de Aguiar, III mayorazgo, casó con Isabel Vázquez Varela y Somoza, hija del notario Miguel Fernández de Viñas y de Inés Rodríguez Varela, pero no dejaría hijos varones por lo que el vínculo de la Casa do Piñeiro pasaría a su hija primogénita, Antonia de Castro Aguiar Varela y Somoza. 
En 1639 Antonia de Castro estipuló un contrato matrimonial con Raimundo de Arce Calderón de la Barca, vecino de Monforte de Lemos, que acababa de enviudar de Mariana de León. De este matrimonio surgieron siete generaciones del linaje de los Arce Calderón de la Barca titulares del mayorazgo de la Casa do Piñeiro. Los Arce Calderón de la Barca son un linaje foráneo, proveniente de los Arce Solórzano de la Montaña cántabra que se habían establecido en Galicia en 1562 con la llegada a Monforte de Lemos del arquitecto trasmerano Gaspar de Arce Solórzano. La hija de este, María, casó con Pedro Pérez Calderón de la Barca, oficial del Santo Oficio de Santiago de Compostela, y tendría dos hijos, Pedro y Raimundo; este Raimundo sería el marido de Antonia de Castro. De este modo junto a los linajes oriundos de la Tierra de Lemos que se encontraban hasta ese momento como señores del Piñeiro -Vázquez de Temes, Varela, López de Aguiar, Castro, Somoza, Taboada y Moure- se unió entonces un nuevo linaje, el de los Arce, que mantendría el vínculo de la casa en los siglos sucesivos.
A Antonia de Castro sucedió en el mayorazgo su hijo primogénito Gaspar de Arce Calderón de la Barca, Tesorero de la villa y jurisdicción de Chantada, casado en 1674 con Isabel de Losada Moure Ribadeneira, hija de Miguel Vázquez de Prado, Alguacil Mayor de la villa de Chantada, y de Ana de Losada Moure Ribadeneira, señores de Erbedeiro, en San Estebán de Chouzán. El siguiente señor de la Casa do Piñeiro, el VI mayorazgo, fue el licenciado Ignacio Francisco de Arce Calderón de la Barca, teniente Corregidor y alcalde Mayor de la villa de Chantada, que casó con Luisa Antonia Enríquez Sarmiento de Valladares, hermana de Benito Alonso Enríquez Sarmiento de Valladares, IV marqués de Valladares, hija de Juan Manuel Enríquez Sarmiento de Valladares y de Juana María de Moure Ulloa y Villamarín, señores del Pazo de Quintela. La línea de sucesión del mayorazgo de la Casa do Piñeiro siguió con el licenciado Antonio Clemente de Arce Calderón de la Barca, abogado de la Real Audiencia del Reino de Galicia, que contrajo matrimonio en 1758 con Jacinta Tronceda y Taboada, hija de Antonio Ramos Tronceda, procurador de la Real Audiencia del Reino de Galicia, y de Juana Josefa de Taboada, de la Casa de Rendal. Antonio Clemente de Arce moriría en La Coruña en 1783.
El VIII mayorazgo fue José María de Arce Calderón de la Barca, hijo del anterior, que casó en 1799 con María Salomé Burriel Montemayor y Sandoval, hija del consejero real Pedro Andrés Burriel y López de Gonzalo y de María Antonia de Montemayor y Sandoval. Tras su muerte, en 1830, sucedió como último mayorazgo Carlos Luis de Arce y Burriel, casado con Jacoba María de Parga y González de León, hija de Antonio María de Parga y Puga y de Manuela González de León, señores del Pazo de Santo Tomé de Vilacoba. Tras la abolición definitiva del régimen señorial en 1837, con la supresión de los mayorazgos y la desamortización, desapareció el señorío de la Casa do Piñeiro, no así sus propiedades ni sus rentas, ya que Carlos Luis de Arce y Burriel fue uno de los hidalgos rentistas que mejor aprovechó en Galicia las nuevas posibilidades de incremento patrimonial que la desamortización favoreció. Tras su muerte, en 1859, su viuda Jacoba María de Parga gestionó y dividió ese importante patrimonio entre sus hijos Luis, Carlos, Antonio, Gonzalo y Elisa de Arce y Parga.
La propiedad del Pazo do Piñeiro pasó al primogénito, Luis de Arce y Parga, que contrajo matrimonio con Adriana Vázquez y López de Miranda; tras la muerte de esta volvió a casar con Balbina Campo Fernández. Luis de Arce murió en 1900; su viuda, Balbina Campo, y su numerosa descendencia fueron paulatinamente dividiendo y liquidando el patrimonio rústico e inmobiliario restante. De dos de sus hijos varones, Ignacio y Álvaro de Arce y Campo, quedan todavía en la actualidad representantes del linaje de los Arce. 
Tras la venta del Pazo por sus últimos propietarios de la casa de Arce, este ha sido sometido a un proceso de profunda rehabilitación que ha restaurado su pasado esplendor y ha permitido a sus actuales propietarios emplearlo para el turismo rural y la organización de eventos en el privilegiado enclave de la Ribeira Sacra.

## Descripción
Torre de sillería del siglo XV, de época de los Vázquez de Temes, que presenta dos antiguas piedras de armas. En la primera de ellas se encuentra un escudo cuartelado con la tau de los Temes en el primer cuartel, las varillas de los Varela en el segundo, un tercer cuartel borroso, y el águila de los Aguiar en el cuarto.
El pazo se presenta en la actualidad como un edificio de sillería de planta cuadrangular, con amplio patio interior. Se trata de una construcción neoclásica, del último cuarto del siglo XVIII, que manifiesta el poder económico alcanzado por el linaje, que figuraba en los libros de «Mayor Hacendado» del Catastro de Ensenada de 1756. Se desconoce el autor de la traza, pero su edificación fue comisionada por Antonio Clemente de Arce Calderón de la Barca, VII mayorazgo, que en 1779 ordenó la construcción de la capilla del Pazo. Destaca en la arquitectura de este la galería de la fachada principal con la piedra de armas de los Arce Calderón de la Barca sobre el portalón de entrada. A este periodo se remonta también la construcción del palomar del Pazo.
Posteriormente, José María de Arce Calderón de la Barca mandaría alzar el edificio con las caballerizas y los alojamientos de la guardia.
En 1852, Carlos Luis de Arce ordenaría la demolición de la capilla del Pazo para sustituirla por la actualmente existente.
En la actualidad, tras un amplio y profundo proceso de rehabilitación, el Pazo se dedica al Turismo rural.

## Galería
|  |  |  |  |